# Pararhodia
Pararhodia é um gênero de mariposa pertencente à família Bombycidae.